# Cambridge Centre for Sixth-form Studies
El Cambridge Centre for Sixth-Form Studies (CCSS) va ser un centre d'estudis independent de sisè de batxillerat per a estudiants d'internat i diürns de 15 a 19 anys. El centre, que s'havia fundat l'any 1980, posseïa un allotjament residencial i docent al centre de Cambridge, Anglaterra. En no poder mantenir-se com a centre independent, va passar a formar part de la Fundació Stephen Perse el setembre de 2018 i va desaparèixer com a universitat de marca el març de 2020.

## Decadència i desaparició
Durant uns quants anys abans de la seva absorció per la Fundació Stephen Perse, el college havia vist que el nombre d'estudiants havia disminuït bruscament de més de 200 fins a uns 135. Com a resposta a aquesta decadència, el col·legi va reduir la seva plantilla, i també les assignatures que oferia per a l'estudi i les seves activitats extracurriculars i va tancar un dels seus campus i el seu bloc administratiu.
El col·legi va patir una alta rotació de personal mitjançant acomiadaments i renúncies. Això no va provocar el canvi esperat en l'estabilitat financera del col·legi i, per tant, el 2018, CCSS es va acostar a la fundació Stephen Perse per sol·licitar-hi l'admissió. El 30 de novembre de 2018 va ser l'últim dia de l'existència del col·legi com a col·legi independent.

## Exalumnes destacats

### Política
- James Brokenshire, polític conservador[1]
- Zac Goldsmith, periodista i polític conservador
- Charlie Elphicke, expolític conservador i criminal convicte[2]

### Literatura, televisió, música i teatre
- Hadley Freeman, columnista i escriptor de diaris[3]
- Daisy McAndrew, periodista de notícies de televisió
- Zoe Hardman, presentadora de televisió i actriu
- Tom Wontner, actor; besnét d'Arthur Wontner
- Giles Lamb, compositor i dissenyador de so escocès
- Alex Dolan, periodista i presentador meteorològic del programa Look East de la BBC